# Verșeni
Verșeni – wieś w Rumunii, w okręgu Jassy, w gminie Miroslovești. W 2011 roku liczyła 995 mieszkańców.